# Vassili Bost
Pour les articles homonymes, voir Bost.
Pas d'image ? Cliquez ici

a Compétitions nationales et continentales officielles uniquement.

b Matchs officiels uniquement.
Dernière mise à jour le 19 mars 2025.
Vassili Bost (né le 28 avril 1985) est un joueur de rugby à XV français évoluant au poste de troisième ligne aile.

## Biographie
Vassili Bost fait partie de la promotion Robert Paparemborde (2003-2004) au Pôle France du Centre National de Rugby de Linas-Marcoussis aux côtés de, entre autres, Lionel Beauxis, Damien Chouly, Loïc Jacquet et Sébastien Tillous-Borde.

## Palmarès

### En club
- Vainqueur du Championnat de France espoirs en 2008 avec le Montpellier HR.
- Finaliste du Championnat de France en 2011 avec le Montpellier HR.

### International
- International -18 ans : 1 sélection en 2003 (Écosse).
- International -19 ans : vice-champion du monde 2004 en Afrique du Sud, 4 sélections (Écosse, Afrique du Sud, Angleterre, Nouvelle-Zélande).